# 정도건
정도건(鄭道鍵, 1668년~1740년)은 조선의 경학자이다. 1668년에 조선 경상도 영양에서 태어난 그는 경학(經學)에 대해서 연구하며 《대역호악음질욕잠》(大易好樂吟窒慾箴)을 저술했다.